# Poliopastea alesa
Poliopastea alesa là một loài bướm đêm thuộc phân họ Arctiinae, họ Erebidae.